# Vlahinje (Breza)
Pour les articles homonymes, voir Vlahinje.
Vlahinje (en serbe cyrillique : Влахиње) est un village de Bosnie-Herzégovine. Il est situé dans la municipalité de Breza, dans le canton de Zenica-Doboj et dans la fédération de Bosnie-et-Herzégovine. Selon les premiers résultats du recensement bosnien de 2013, il abrite une population inférieure ou égale à 10 habitants.

## Démographie

### Évolution historique de la population
| 1948 | 1953 | 1961 | 1971 | 1981 | 1991 | 2013 |
| ---- | ---- | ---- | ---- | ---- | ---- | ---- |
| -    | -    | 149  | 136  | 109  | 84   | ≤ 10 |

|  |